# Ricardinho (fútbol sala)
Ricardo Filipe da Silva Braga (Valbom, Gondomar, Portugal, 3 de septiembre de 1985) más conocido como Ricardinho, es un jugador de fútbol sala portugués que juega en el Genoma de Italia.
Apodado "O Mágico" por sus numerosas proezas con el balón, fue nombrado mejor jugador del mundo en 2010, 2014, 2015, 2016, 2017, y 2018, siendo el único jugador portugués en recibir este reconocimiento y el que más veces lo ha conseguido en la historia del fútbol sala, además de ser quien más veces lo ha conseguido de manera consecutiva (5 años seguidos desde 2014).
A nivel internacional de clubes, Ricardinho ha ganado la Copa de la UEFA de fútbol sala, ahora conocida como la Liga de Campeones de la UEFA de Fútbol Sala, tres veces, en 2009-10 con el Benfica y en 2016-17 y 2017-18 con el Inter FS. De adolescente ya había jugado y perdido una final en 2003-04, con el Benfica, contra el Boomerang Interviú. También perdió otra final, mientras estaba en Inter FS, en 2015-16, contra Gazprom-Ugra Yugorsk. En competiciones europeas con Portugal, ganó la Eurocopa de Fútbol Sala de la UEFA 2018, en la que acabó como máximo goleador y recibió el premio a Mejor Jugador. Ya había sido nombrado Mejor Jugador en la edición de 2007 y fue pichichi conjunto en la edición de 2016. Ahora es el máximo goleador histórico de la competición.
En 2021, justo después de su último partido de la Copa Mundial de fútbol sala de la FIFA, Ricardinho fue galardonado con el Balón de Oro al mejor jugador del torneo, añadiendo otro logro individual a su Bota de Oro de la Copa Mundial como máximo goleador con el que había sido galardonado en la Copa Mundial de fútbol sala de la FIFA 2016. Tal reconocimiento se le fue otorgado por sus contribuciones para ayudar a ganar la Copa Mundial de fútbol sala de la FIFA 2021 con la selección portuguesa. Ricardinho fue capitán de la selección portuguesa en los dos primeros grandes títulos del país: la Eurocopa de fútbol sala de 2018 y la Copa Mundial de fútbol sala de la FIFA 2021.
Ricardinho es elogiado por su calidad técnica, dedicación defensiva y ritmo de trabajo, lo cual es muy poco común para un jugador de una destreza ofensiva tan significativa, que lo hace muy completo. Debido a todos sus logros y demostraciones de calidad, ha sido considerado por muchos expertos como el mejor jugador de fútbol sala de todos los tiempos.

## Carrera
Ricardinho comenzó a jugar al fútbol en el Gramidense para después fichar por el Miramar en el año 2002. Allí fue donde comenzó a jugar profesionalmente. Después de destacar en este club se fue al Benfica, club que tenía un proyecto muy ambicioso para desbancar a su gran rival, el Sporting de Lisboa. En el Benfica no tardó en enamorar a los aficionados y en crear adeptos con un juego creativo y de gran calidad. En la Copa de la UEFA de Fútbol Sala 2003-04, el Benfica de Ricardinho realiza una gran hazaña llegando hasta la final, donde perdieron contra el Interviú por 5-7.
En la temporada siguiente el Benfica logró un doblete, al ganar la liga y la Copa de Portugal.
A partir de esta temporada, el Benfica se convirtió en el dominador del campeonato nacional y el equipo hizo historia tras la conquista de la Copa de la UEFA de Fútbol Sala 2009-10 tras vencer 3-2 al Interviú, donde Ricardinho realizó un gran partido.
Al final de la temporada, Ricardinho abandona el Benfica para fichar por el Nagoya Oceans, club en el que jugó durante una temporada logrando ganar la liga japonesa. Durante la estancia en dicho club, obtuvo su primer galardón como mejor jugador del mundo.
En la siguiente temporada, Ricardinho, jugó cedido en el MFK CSKA Moscú, donde estuvo solo unos meses. Tras esto, en 2012, volvió al Benfica donde volvió a conseguir un doblete con el club portugués.

### Inter Movistar

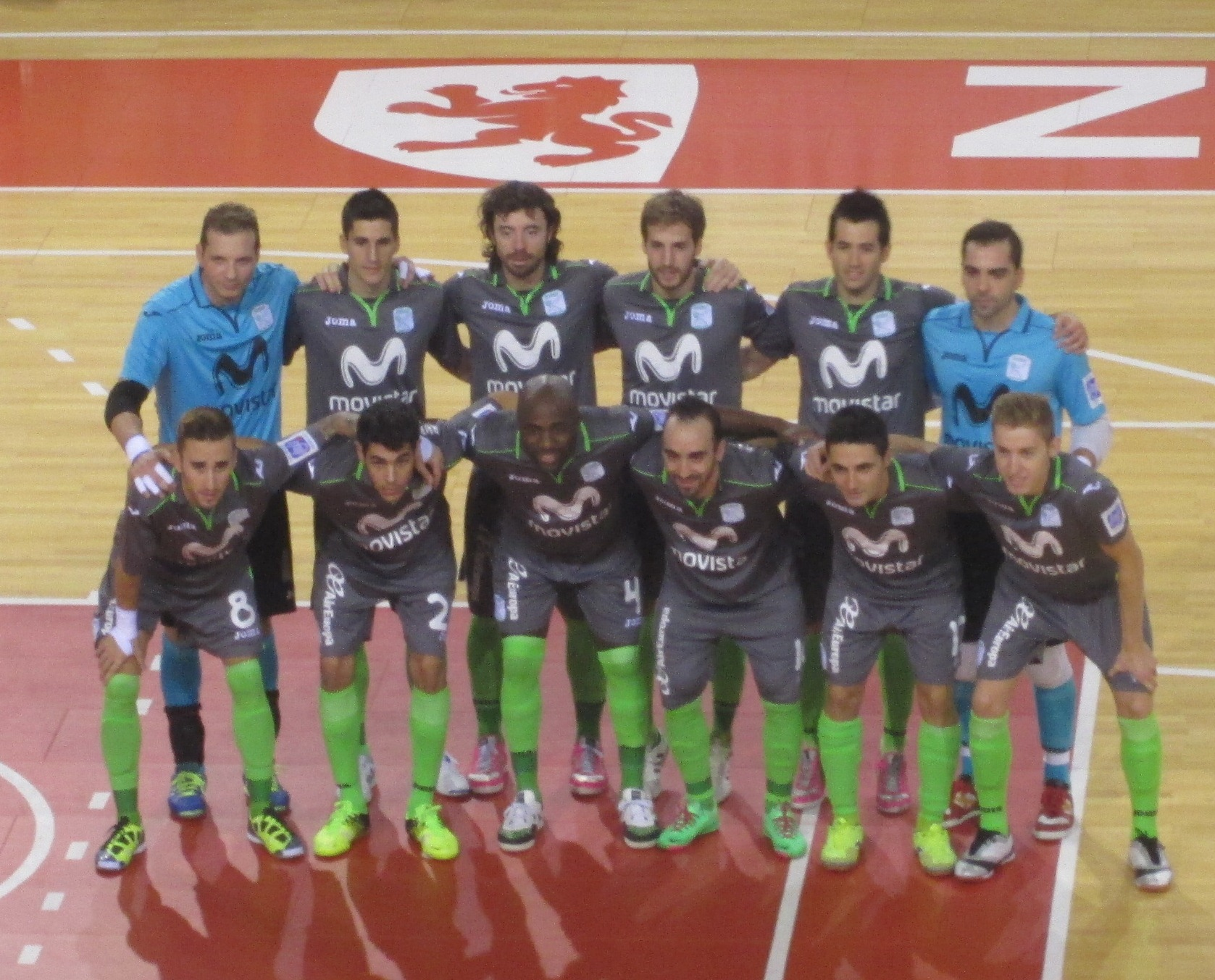
Ricardinho junto a la plantilla del Inter Movistar en la 2013-14.

En la temporada 2013-14 fichó por el Inter Movistar, donde logró el título de campeones de la Liga Nacional de Fútbol Sala y fue el MVP de esa temporada, convirtiéndose pronto en el jugador franquicia del equipo y siendo nombrado mejor jugador del mundo del año 2014. Al año siguiente, volvió a ganar la liga con el Inter Movistar y volvió a ser nombrado el MVP de dicha temporada. También ganó la Supercopa de España de fútbol sala con el Inter.
En la 2015-16, el Inter Movistar ganó de nuevo la LNFS. Ricardinho, eso sí, no pudo volver a ser MVP esta temporada, ya que Bruno Taffy se hizo con el trofeo a mejor jugador de la competición.
En 2016 fue el máximo goleador del mundial de selecciones realizado ese año en Colombia con 12 anotaciones, 6 de ellas en un solo partido ante Panamá, torneo donde su selección llegaría a semifinales cayendo ante Argentina, a la postre campeón de mundo, obteniendo el cuarto lugar al caer, por la vía del tiro penal, ante Irán en el partido por el tercer lugar. Pese a recibir una oferta millonaria del Nacional de Zagreb en Croacia, Ricardinho decide continuar su vínculo con el Inter Movistar.
En 2017 ganó la Copa de España al superar en la tanda de penaltis a ElPozo Murcia.
El 30 de abril de 2017 ganó junto con su equipo, el Inter Movistar, la Copa de la UEFA de fútbol sala 2016-17, tras ganarle (0-7) al Sporting CP, en un partido histórico.
En esa misma temporada, Ricardinho le dio la liga al Inter Movistar tras marcar el (2-1) definitivo en el quinto partido de los playoffs ante el FC Barcelona.
El 10 de enero] de 2018 fue nombrado mejor jugador del 2017, siendo este su cuarto galardón consecutivo y el quinto de su carrera, superando así el número de galardones obtenidos por el brasileño Falcão. Justo un mes después, el 10 de febrero, ganó la Eurocopa con la selección portuguesa luego de vencer en la final 3-2 a la múltiple campeona continental España, siendo nombrado además mejor jugador del torneo y el máximo goleador del certamen pese a lesionarse en la final.
Con el Inter Movistar vuelve a firmar una temporada histórica revalidando la Copa de la UEFA de fútbol sala, al vencer en la final al Sporting CP por 5-2, y la LNFS, derrotando al FC Barcelona en la final de los playoffs.
En diciembre de 2018 es nombrado por sexta vez, y quinta de forma consecutiva, mejor jugador de fútbol sala del mundo.
En 2020 dejó el Inter Movistar, después de lograr su sexta liga con el club madrileño. El ACCS París de la liga francesa se convirtió en su nuevo club.

## Clubes
| Club                    | País      | Año         |
| ----------------------- | --------- | ----------- |
| Gramidense              | Portugal  | ? - 2002    |
| Miramar FS              | Portugal  | 2002 - 2003 |
| SL Benfica              | Portugal  | 2003 - 2010 |
| Nagoya Oceans           | Japón     | 2010 - 2013 |
| MFK CSKA Moscú (cedido) | Rusia     | 2011        |
| SL Benfica (cedido)     | Portugal  | 2012        |
| Inter Movistar          | España    | 2013 - 2020 |
| ACCS París              | Francia   | 2020 - 2022 |
| Pendekar United         | Indonesia | 2022 - 2023 |
| Riga Futsal Club        | Letonia   | 2023 - 2024 |
| Ecocity Futsal Genzano  | Italia    | 2024        |

## Palmarés

### Benfica
- Liga Portuguesa (5): 2004-05, 2006-07, 2007-08, 2008-09, 2011-12.
- Copa de Portugal (4): 2004-05, 2006-07, 2008-09, 2011-12.
- Supercopa de Portugal (3): 2006, 2007, 2009.
- Liga de Campeones de la UEFA de fútbol sala (1): 2009-10.

### Nagoya Oceans
- F. League (2): 2010-11, 2012-13.
- F. League Ocean Cup (2): 2010, 2012.

### Inter Movistar
- Primera División de fútbol sala (6): 2013-14, 2014-15, 2015-16, 2016-17, 2017-18, 2019-20.
- Copa del Rey de fútbol sala (1): 2014-15.
- Copa de España de fútbol sala (3): 2014, 2016, 2017.
- Supercopa de España de fútbol sala (3): 2015, 2017, 2018.
- Liga de Campeones de la UEFA de fútbol sala (2): 2016-17, 2017-18.

### ACCS París
- Liga Francesa de fútbol sala (1): 2021

### Selección nacional
- Eurocopa de Fútbol Sala (1): 2018.
- Mundial de Fútbol Sala (1): 2021.